# 18457 Syoheiyamamoto
18457 Syoheiyamamoto este o planetă minoră (asteroid), cu un diametru de 3,086 km, din centura de asteroizi. A fost descoperită pe 5 martie 1995 la Mount Nyūkasa⁠(d) de Masanori Hirasawa⁠(d). 
Obiectul prezintă o orbită caracterizată de o semiaxă mare de 2,2848662 UAi, o excentricitate de 0,15, o înclinație de 0,57049 ° în raport cu ecliptica.